# Per Svedberg
Per Olof Sture Svedberg, född 28 december 1965 i Delsbo församling i Gävleborgs län, är en svensk politiker (socialdemokrat). Han var ordinarie riksdagsledamot 2006–2014, invald för Gävleborgs läns valkrets.
I riksdagen var Svedberg ledamot i kulturutskottet 2010–2014. Han var även suppleant i konstitutionsutskottet, socialutskottet, utbildningsutskottet och sammansatta justitie- och socialutskottet.